# Natsuo Kirino
Natsuo Kirino (桐野 夏生 Kirino Natsuo?) (Kanazawa, Japón, 29 de octubre de 1951) es el pseudónimo de Mariko Hashioka, escritora japonesa. Se dedica a novelas policiales, destacándose entre las escritoras contemporáneas de ese género en su país natal.

## Biografía

### Primeros años
Natsuo es la hermana del medio de entre sus dos hermanos, de los cuales uno es seis años mayor y otro cuatro años menor. Su padre trabajaba de arquitecto. Pasó su juventud viviendo en Sendai, y finalmente se instaló en Tokio, donde reside actualmente. Estudió en la Universidad de Sekei, donde obtuvo un título en leyes. A la edad de 24 años contrajo matrimonio con su actual marido y se dedicó a la escritura luego de dar a luz a su hija, en 1981.

### Carrera como escritora
Comenzó su carrera en 1984 escribiendo novelas románticas. Sin embargo, este género de novelas no era popular en Japón, por lo que encontró muy difícil hacer de ellas su modus vivendi. De todos modos, no se sentía muy atraída a ese tipo de género y quiso concentrarse en la novela policíaca y de misterio, lo que empezó a hacer en la década de los 90's. Ha escrito considerables cantidades de novelas y cuentos, y es considerada como una de las escritoras japonesas más populares.
Es famosa principalmente por su novela Out (titulada en japonés como "Auto"), la cual recibió el "Premio escritores de misterio de Japón" (日本推理作家協会賞 Nihon Suiri Sakka Kyōkai Shō), el premio más alto de Japón en lo que literatura de misterio respecta, y fue nominada en 2004 para el Premio Edgar, en Estados Unidos. Otro de sus premios destacados es el premio Naoki, el cual ganó por su novela Yawarakana hoho (Mejillas suaves).
Tres de sus novelas (Out, Grotesco y Crónicas de una diosa; esta última parte del proyecto Canongate Myth Series) fueron traducidas al español. Mientras que 4 de ellas (Real World, además de las nombradas anteriormente) fueron traducidas al inglés, siendo Out la primera en ambos idiomas.

## Premios y nominaciones
Premios en Japón:
- 1993 - Premio Edogawa Rampo: Kao ni Furikakaru Ame ("Lluvia cayendo sobre mi cara")
- 1998 - Premio escritores de misterio de Japón por mejor novela: Out
- 1998 - Kono Mystery ga Sugoi! (La mejor novela policíaca japonesa del año): Out
- 1999 - Premio Naoki: Yawarakana Hoho ("Mejillas suaves")
- 2003 - Premio Kyōka Izumi de literatura: Grotesco
- 2004 - Premio Shibata Renzaburo: Zangyakuki
- 2008 - Premio Tanizaki: Tokyo Island (Isla de Tokio) (novela)
- 2011 - Premio Murasaki Shikibu de literatura: The Goddess Chronicle (La crónica de la Diosa)
- 2013 - Premio Yomiuri: Nanika Aru

Premios en Estados Unidos:
- 2004 - Nominada para el Premio Edgar a la mejor novela: Out